# Pfarrkirche Allerheiligen bei Pöls

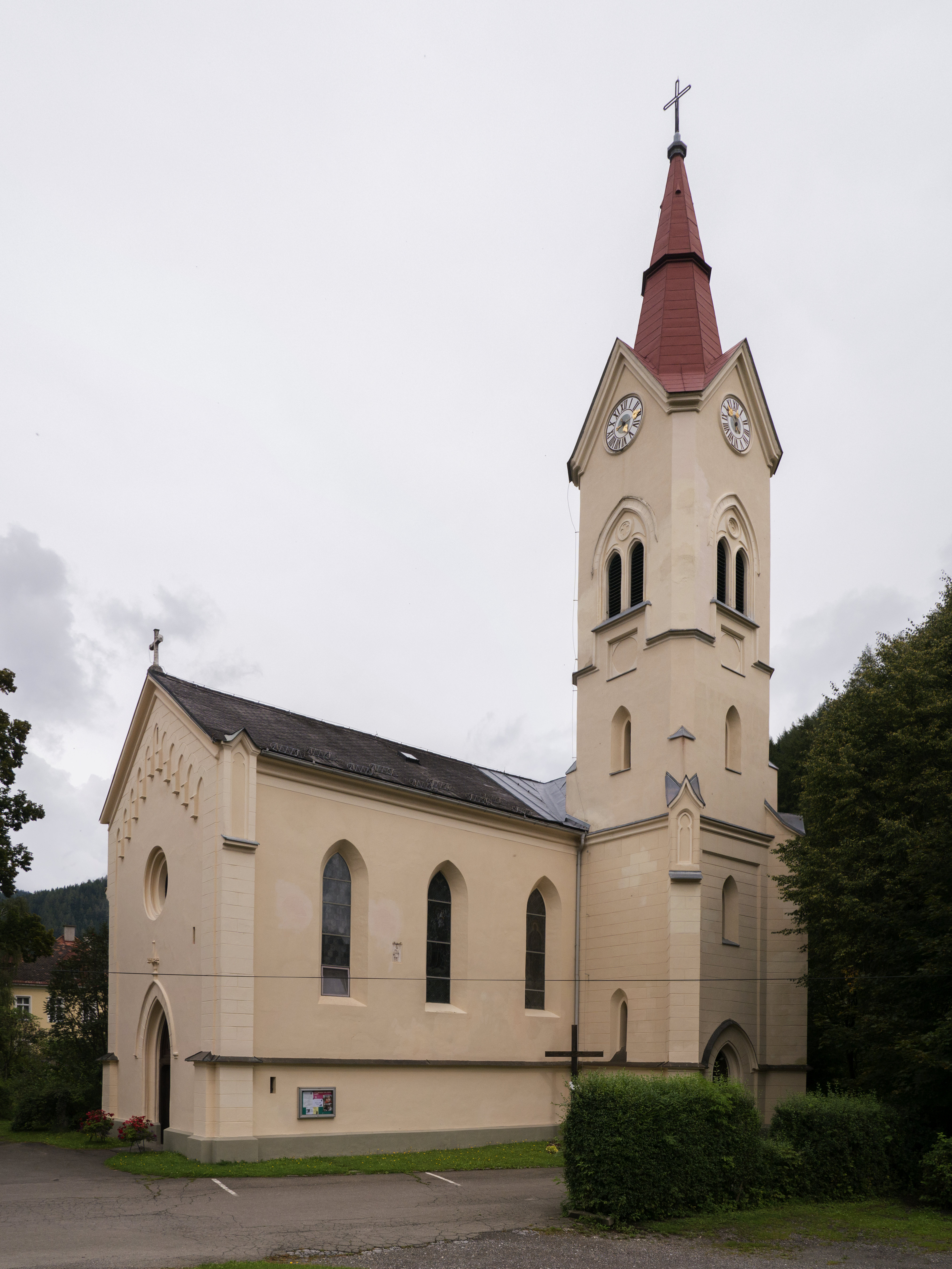
Katholische Pfarrkirche Allerheiligen in Allerheiligen bei Pöls

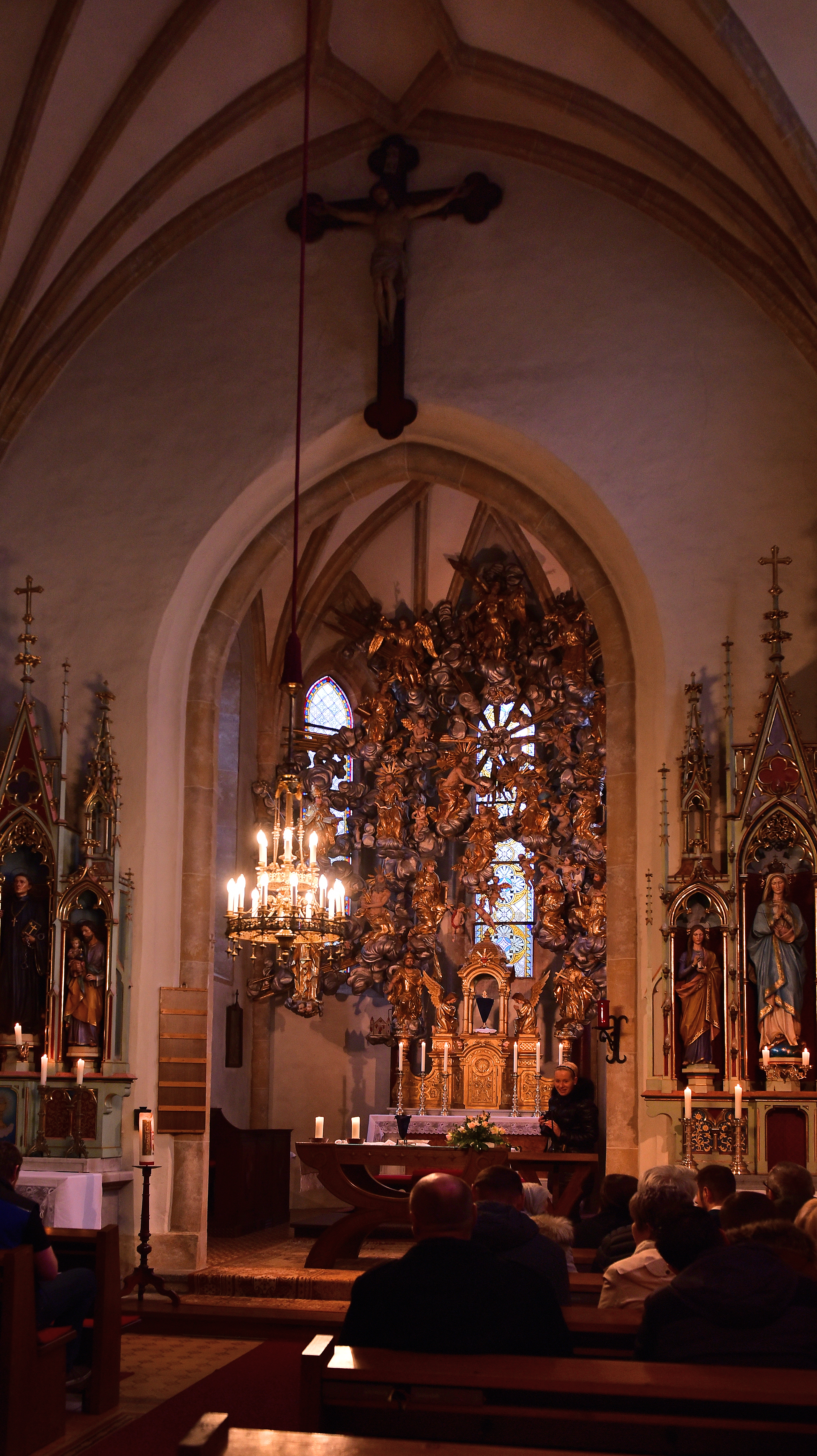
Langhaus, Blick zum Chor

Die Pfarrkirche Allerheiligen bei Pöls steht in Ort Allerheiligen bei Pöls in der Gemeinde Pöls-Oberkurzheim im Bezirk Murtal in der Steiermark. Die auf das Fest Allerheiligen geweihte römisch-katholische Pfarrkirche gehört zum Seelsorgeraum Pölsental (ehemals Dekanat Judenburg) in der Diözese Graz-Seckau. Die Kirche steht unter Denkmalschutz (Listeneintrag).

## Geschichte
Urkundlich wurde 1160 eine Kirche genannt. Die anfangs auf die heilige Margaretha geweihte Kirche wurde 1450 auf Allerheiligen geweiht. Die Kirche war bis 1786 eine Filiale von Pöls, dann Lokalkaplanei, und wurde 1892 Pfarrkirche.
Der spätgotische Umbau und Neubau war um 1450. Die neugotische Außengestaltung und der Turm ist aus 1863.

## Architektur
Das dreijochige Langhaus hat ein Gewölbe mit Sternrippen mit Wappenschildschlusssteinen auf Konsolen. Die Westempore ist ein Einbau aus dem Ende des 19. Jahrhunderts. Der stark eingeschnürte Fronbogen ist spitzbogig. Der eingezogene einjochige Chor unter einem Sternrippengewölbe auf Halbrunddiensten schließt mit einem Fünfachtelschluss. Die Portale am Turm und der Sakristei sind spitzbogig. Die Spitzbogenfenster tragen Glasmalerei aus 1896/1897 von Ed. Stuhl aus Graz. Der Turm im südlichen Chorwinkel mit einem achtseitigen Spitzhelm und die Westfassade sind neugotisch.
Das Gewölbe im Chor der Pfarrkirche enthält eine Blattmaske aus dem 14. Jahrhundert.

## Ausstattung
Der aus einem Wolkenrund gebildete Hochaltar ohne einen architektonischen Aufbau hat viele Heiligenfiguren und wurde 1728 von Balthasar Prandtstätter geschaffen. Der Tabernakel ist aus dem Jahre 1896. Die neugotischen Seitenaltäre sind aus dem Ende des 19. Jahrhunderts. Die Kanzel mit einem aus Wolken gebildeten Korb, mit Evangelistensymbolen, am Treppengeländer mit einem Relief Jakobsleiter, Rückwandrelief Christophorus, am Schalldeckel Glaube und Hoffnung, ganz oben Lamm Gottes, schuf Balthasar Prandtstätter 1728. Hochaltar und Kanzel wurden 1729 von Michael Eisenschmidt gefasst.
Die Orgel baute Carl Billich (1884).
Am Kirchenschiff ist ein figürlicher Römerstein.